# Erin Heatherton
Erin Heatherton (Skokiel, Illinois, 1989. március 4. –) amerikai divatmodell, aki a Marilyn modellügynökségnél van leszerződtetve, és aki Diane von Fürstenberg segítségével indította be a karrierjét. A Victoria’s Secret egyik ismert modellje.

## Élete

### Származása
1989. március 4-én született Skokie-ben, az amerikai Illinois államban. A 180 cm magas modell. Erin egy zsidó családból származik. Szülővárosában nőtt fel, s itt járt a Solomon Schechter Day School nevű zsidó nappali iskolába és a Niles North High Schoolba.

### Karrierje
Mikor a miami South Beachen vakációzott, felfedezték, és leszerződtették a Marilyn Agency-hez. Karrierjét New Yorkban kezdte meg Diane von Fürstenberg kifutóján.
Azóta olyan világhírű cégeknek is dolgozott mint az Armani, Blugirl, Dolce & Gabbana, Karl Lagerfeld, Versace vagy Valentino, továbbá a olyan híres márkák kifutóin is fellépett mint Michael Kors, Christian Dior, Salvatore Ferragamo, Rosa Cha, Blugirl, Christian Lacroix, Prada, Stella McCartney, Dolce & Gabbana is felkérte már a lányt kollekciója népszerűsítésére.
2010 januárjában a Russh magazin címlapján szerepelt, képeit Benny Horne fotózta.
2011-ben John Galliano-fehérnemű kampányarca lett. Februárban a brit GQ magazin coverjén láthattuk Vincent Peters által fotózva, júniusban pedig a szintén brit Elle editorialjában Enrique Badulescu által fényképezve.
2013 januárjában bejelentették, hogy Erin a XOXO Spring/Summer 2013 sorozat arca.
Jelenleg a Victoria’s Secret divatmárka egyik arca, angyala. Végigsétált a VS-divatbemutatón 2008-ban, 2009-ben, 2010-ben és 2011-ben is.
New Yorkban és Párizsban a Marilyn, Barcelonában az Uno, Milánóban pedig a Joy modellügynökségnél van leszerződve.

### Magánélete
Erin Heatherton 2012 októberéig Leonardo DiCaprio színésszel járt.